# Centre hospitalier intercommunal André-Grégoire
Le texte peut changer fréquemment, n’est peut-être pas à jour et peut manquer de recul. 
Le titre et la description de l'acte concerné reposent sur la qualification juridique retenue lors de la rédaction de l'article et peuvent évoluer en même temps que celle-ci.
Le centre hospitalier intercommunal André-Grégoire est situé à Montreuil (Seine-Saint-Denis). Comme tous les hôpitaux intercommunaux d'Île-de-France, il est indépendant de l'Assistance publique - Hôpitaux de Paris.

## Organisation
En 2015, le taux d'endettement de l’hôpital est de 90%.
L'hôpital mutualise certaines activités dont la néphrologie avec le groupe hospitalier intercommunal Le Raincy-Montfermeil et l'urologie avec les hôpitaux Robert-Ballanger d'Aulnay, de Saint-Denis et Avicenne de Bobigny. Le CHI travaille enfin avec l'établissement public de santé mentale de Ville-Evrard.
Depuis 2016, le centre fait partie du groupement hospitalier de territoire Grand Paris Nord Est.

## Historique
L'hôpital a été créé en 1965 tenant lieu uniquement de maternité dans un premier temps puis doté d'un bloc opératoire et d'une unité de cardiologie.
En 2012, un nouveau bâtiment est construit, comptant un pôle femme-enfant et un service de réanimation polyvalente.
La maternité de l'hôpital André-Grégoire de Montreuil a été utilisée comme lieu de tournage de l'émission « Baby boom » sur TF1.
L’hôpital abrite depuis 2017 une équipe mobile d'accompagnement (EMA) en soins palliatifs.
Une salle de simulation pour former les étudiants en médecine a été aménagé dans l'ancienne maternité en 2018 ; puis l'hôpital propose un dépistage systématique du VIH aux futurs pères.
En 2019, l’hôpital est primé par la fondation Hélioscope-GMF pour son carnet des habitudes de vie des patients dans le cadre de l'humanisation des soins.

## Accès

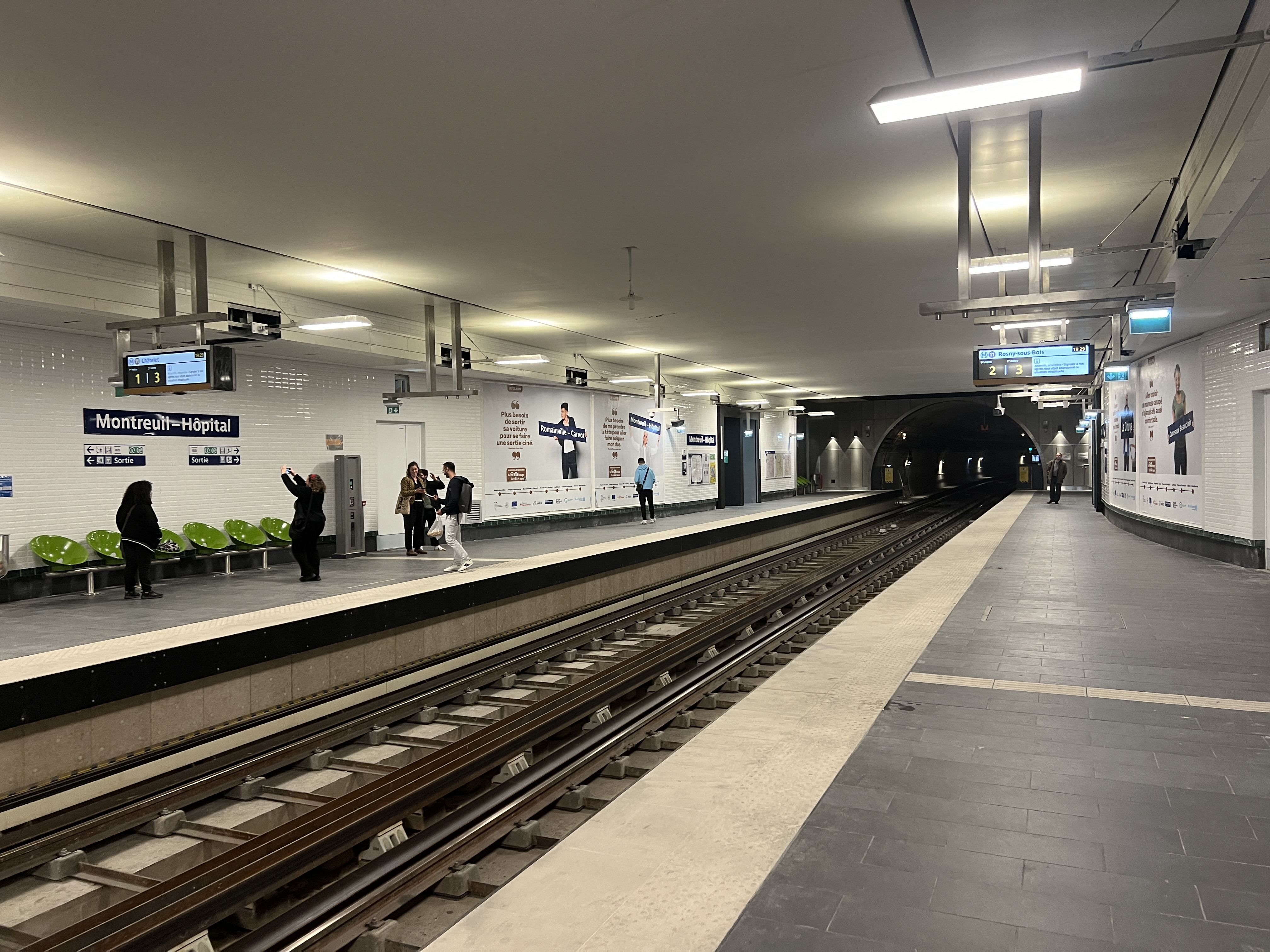
Les quais de la ligne 11 en juin 2024.

Le Centre hospitalier André-Grégoire est accessible par la ligne 11 du métro à la station Montreuil - Hôpital ainsi que par les lignes 76, 129 et 301 du réseau de bus RATP et la ligne 1 du réseau de bus Titus.

## Affaire judiciaire
Une infirmière de 26 ans se dénonce le 30 juillet 2025 au commissariat, après que des signalements et des screenshots d'une conversation WhatsApp soient diffusés sur les réseaux sociaux concernant des abus sexuels sur des bébés de l'hôpital, contre elle et un homme.
Dans un premier temps, le GHT publie un communiqué démentant les accusations: « Mercredi 30 juillet, des propos diffamatoires circulaient sur les réseaux sociaux et affirmaient qu’un certain Redouane et une certaine Leila travaillaient à la maternité de l’hôpital de Montreuil et y avaient commis des actes graves envers des nouveau-nés. La direction de l’hôpital a immédiatement porté plainte contre ces propos diffamatoires auprès du Procureur de la République car après vérification, aucune de ces deux personnes (Redouane et Leila) n’ont jamais travaillé au sein de notre établissement », avant d'apprendre le lendemain qu'une infirmière de l'hôpital a été placée en garde à vue. Elle est par la suite « suspendue à titre conservatoire en attendant les conclusions de l’enquête de police ».
Le 2 août 2025, Juliette S. et Redouane E. sont mise en examen. L'homme de 28 ans, qui est son compagnon, tout comme elle, est mise en examen pour complicité d’agression sexuelle, détention, captation et transmissions d’images à caractère pédopornographiques. Ils sont remis en liberté, sous contrôle judiciaire. Ils sont interdits d’entrer en contact l’un avec l’autre, de pénétrer à l’hôpital et d’exercer un métier en lien avec des mineurs.
Le parquet de Bobigny évoque également: « il n’y a aucun caractère racial dans le passage à l’acte, l’un des enfants est blanc, l’autre noir »,, après que les rumeurs aient évoqués un acte raciste dû au fait que sur les screenshots de la conversation, il est évoqué: « un bébé black ».